# Law & Order (seizoen 2)
Dit artikel vat het tweede seizoen van Law & Order samen.

## Hoofdrollen
- Paul Sorvino - hoofdrechercheur Phil Cerreta
- Chris Noth - rechercheur Mike Logan
- Dann Florek - hoofdinspecteur Don Cragen
- Michael Moriarty - eerste hulpofficier van justitie Ben Stone
- Richard Brooks - hulpofficier van justitie Paul Robinette
- Steven Hill - officier van justitie Adam Schiff

## Terugkerende rollen
- Carolyn McCormick - dr. Elizabeth Olivet
- John Fiore - rechercheur Tony Profaci

## Afleveringen
| Aflevering | Titel                   | Regisseur                | Schrijver                                | Uitzenddatum      | Selectie gastrollen |
| --- | ----------------------- | ------------------------ | ---------------------------------------- | ----------------- | --- |
| 1. | Confession              | Fred Gerber              | Michael Duggan Robert Palm               | 17 september 1991 | Vyto Ruginis - Dan Magadan jr. Val Avery - Dan Magadan sr. Daniel von Bargen - Lambrusco |
| Wanneer Greevey wordt vermoord, gaat Logan overmand door verdriet op zoek naar de schuldige en gaat daarin over de schreef. De moord is waarschijnlijk gelinkt aan de bouwfraudezaak waar hij aan werkte. Hij houdt zijn wapen tegen het hoofd van een verdachte met de dreiging om te schieten, om hem zo te laten bekennen. Door deze actie wordt Stone opgezadeld met een rechtszaak die misschien gaat mislukken en dat de verdachte vrij komt, omdat al het bewijs verkregen uit deze bekentenis onrechtmatig is. Uiteindelijk weet Stone het bewijs toch toegelaten te krijgen op grond van het argument dat de moord voortvloeide uit het onderzoek naar bouwfraude waarbij al doorzoekingen waren gelast waarin het moordwapen zeker zou zijn gevonden. Ondertussen wordt Logan opgezadeld met een nieuw partner, rechercheur Phil Cerreta, waar hij moeite mee heeft, omdat hij nog geen afscheid heeft genomen van Greevey. |                         |                          |                                          |                   | |
| 2. | The Wages of Love       | Ed Sherin                | Robert Nathan Ed Zuckerman               | 24 september 1991 | Shirley Knight - Melanie Cullen Geoffrey Nauffts - James Cullen Jerry Orbach - Frank Lehrman Keith Diamond - Jackson Joan Copeland - rechter Rebecca Stein Ben Hammer - rechter Mooney          |
| Wanneer een oudere man en zijn jongere vriendin vermoord worden gevonden in hun woning, gaan Logan en Cerreta op onderzoek uit. De echtgenote van de oudere man, met wie ze in een scheiding ligt, en hun zoon worden al snel verdacht. Er ontstaat een mysterie over de sleutel van de woning die de zoon in bezit heeft. Volgens het OM had ze haar zoon om het serienummer van de sleutel gevraagd om die te kunnen kopiëren om zo toegang tot de woning te krijgen; een teken van voorbedachte rade. Zelf beweerde ze al een sleutel te hebben en haar de woning te zijn gegaan om met haar man te praten, waar ze de twee in bed aantrof en door het lint was gegaan. Uiteindelijk wordt een deal gesloten de echtgenote gaat akkoord met 9 jaar gevangenisstraf. |                         |                          |                                          |                   | |
| 3. | Aria                    | Don Scardino             | Michael S. Chernuchin                    | 1 oktober 1991    | Tovah Feldshuh - Danielle Melnick Maura Tierney - Patricia Blaine Marilyn Rockafellow - Elizabeth Blaine Lewis Black - Franklin Frome Frank Vincent - J.Z.                                      |
| Logan en Cerreta onderzoeken een dood door een overdosis van een jonge actrice en komen dan in aanraking met een moeder die haar op een agressieve manier pushte vanaf haar prille jeugd; ze moest en zou een beroemde actrice worden. Alsof dit nog niet genoeg is, blijkt haar moeder haar ook te pushen in pornofilms te spelen; aanvankelijk nog bijrollen. In haar vijfde film zou ze echter de hoofdrol moeten spelen en seks moeten hebben, en dat wilde ze niet. Dit dreef haar tot zelfmoord, en om die reden wordt de moeder vervolgd. Ze wordt veroordeeld maar beseft nog steeds niet dat ze ook maar iets verkeerd heeft gedaan. |                         |                          |                                          |                   | |
| 4. | Asylum                  | Kristoffer Siegel-Tabori | Robert Palm                              | 8 oktober 1991    | Matthew Cowles - Christian 'Lemonhead' Tatum Ron McLarty - Scoler Elizabeth Lawrence - Elsie Hatch Lycia Naff - Mimi Sternhagen                                                                 |
| Een man vraagt zijn vriendin op straat ten huwelijk; een fataal besluit. Niet alleen wijst ze hem af omdat ze de plaats ongepast vindt, maar ook trekt de ring de aandacht van een dakloze rover. Als de man de ring weigert af te geven, steekt deze hem neer. Logan en Cerreta worden geconfronteerd met getuigen die verschillende informatie geven. Uiteindelijk hebben zij een verdachte en als die voor het gerecht wordt gebracht dan ondervindt Stone een probleem. De verdachte is een dakloze die in het park woont en recht heeft op privacy op zijn slaapplek in de open lucht waar het moordwapen was gevonden; de rechercheurs hadden een huiszoekingsbevel moeten vragen. De ACLU gaat zich ermee bemoeien en wint: het moordwapen wordt als bewijs uitgesloten en de verdachte lijkt vrijuit te gaan. De verklaring van de medeplichtige zwerver Lemonhead die op de uitkijk stond, wordt echter als bewijs toegelaten. De advocaat van de verdachte gaat akkoord met 25 jaar tot levenslang - de verdachte heeft nu ten minste de komende 25 jaar onderdak. |                         |                          |                                          |                   | |
| 5. | God Bless the Child     | E.W. Swackhamer          | David Black Robert Nathan                | 22 oktober 1991   | Byron Jennings - Ted Driscoll Kaiulani Lee - Nancy Driscoll Henderson Forsythe - Lucius Carpenter Marian Seldes - Suzanne Caroline Aaron - Susan James Noble - rechter Nelson Kurland           |
| Wanneer een streng gelovig echtpaar medische hulp onthoudt bij hun dochter, terwijl zij ziek is en daardoor komt te overlijden, dreigen zij aangeklaagd te worden voor dood door schuld. Logan en Cerreta ontdekken een paar feiten: ten eerste dat de moeder alcohol gedronken heeft in de nacht dat de dochter overleed en dit is in strijd met hun geloof en ten tweede dat het echtpaar ooit nog een dochter hebben verloren onder dezelfde omstandigheden. Ook blijkt haar man 911 te hebben gebeld. Met deze feiten wil Stone hen voor de rechter brengen en komt er dan snel achter dat vrijheid van religie een groot recht is in de wet. Uiteindelijk krijgt Stone toch een veroordeling van de jury; weliswaar wordt het echtpaar een symbolische straf opgelegd, maar Stone hoopt dat dit het maatschappelijk klimaat verandert. |                         |                          |                                          |                   | |
| 6. | Misconception           | Daniel Sackheim          | Michael Duggan Michael S. Chernuchin     | 29 oktober 1991   | Molly Price - Amy Newhouse Reed Diamond - Christopher Baylor Stanley Anderson - Jerry Manley Nicolas Surovy - David Alcott                                                                      |
| Een zwangere secretaresse van een advocatenbureau wordt op weg naar huis zo zwaar mishandeld dat zij naar het ziekenhuis moet. Logan en Cerreta onderzoeken haar mishandeling en komen uit bij de baas van het advocatenbureau waar zij een verhouding mee had. Ondertussen wordt de mishandeling een moord, omdat haar ongeboren kind overlijdt. Als zij de tijd van de bevruchting achterhalen, komen zij tot de conclusie dat de baas de vader niet kan zijn en zo ook niet schuldig aan de mishandeling kan zijn. Nu verdenken zij de man van de secretaresse, een advocaat die zijn functie is gezet. Door een telefoontap komen de rechercheurs achter het feit dat het echtpaar de baas wilde chanteren met het feit dat zij zwanger was van hem, en nadien de vruchtafdrijvende mishandeling fingeerde om de advocaat voor USD 10 miljoen aansprakelijk te stellen. En om zeker te zijn dat ze niet voor moord of poging tot moord zouden worden aangeklaagd, zorgden ze ervoor dat de mishandeling plaatsvond toen de foetus nog niet juridisch als levend gold. De man, die in Wisconsin rechten had gestudeerd, had echter voetstoots aangenomen dat in New York dezelfde regels golden, maar ondanks dat dit inderdaad het geval is, voert Stone aan dat de man New Yorks recht niet kende waardoor het goed mogelijk was dat de foetus juridisch wel als levend zou worden gezien, waardoor een poging tot moord ten laste kan worden gelegd. Uiteindelijk weet hij de zaak met deze technische slimmigheid, en door de sympathie van de jury, te winnen. De vrouw, die haar ongeboren kind opofferde voor geld, is bovendien door de mishandeling permanent onvruchtbaar geworden, waardoor ze zich tenminste niet meer kan voortplanten, een poëtische gerechtigheid volgens Stone. |                         |                          |                                          |                   | |
| 7. | In Memory Of            | Ed Sherin                | David Black Siobhan Byrne                | 5 november 1991   | Mary-Joan Negro - Julie Atkinson Michael Higgins - Thad Messimer Rosemary Murphy - Catherine Messimer Tresa Hughes - Doris Keegan Richard Hamilton - Ed Conover                                 |
| Wanneer een oud appartementencomplex wordt gerenoveerd, ontdekken de bouwvakkers een skelet van een jonge jongen in de muur. Logan en Cerreta worden op deze zaak gezet en duiken de geschiedenis in. Ze komen erachter dat deze jongen dertig jaar geleden vermoord is door middel van een slag op zijn hoofd. De rechercheurs trekken iedereen na die 30 jaar geleden in het appartementencomplex woonde. Een vrouw wordt ondervraagd, omdat zij toen een buurmeisje was van de vermoorde jongen en dr. Olivet spreekt met haar om zo haar te laten helpen met het vinden van de dader en komen dan uit bij de vader van deze vrouw; een verdrongen herinnering wordt naar boven gehaald en ze herinnert zich dat haar vader op een avond onder het bloed had gezeten. Stone brengt de vader voor de rechter en komt dan achter het feit dat het moeilijk is een en ander te bewijzen als de hele zaak gebaseerd is op een skelet en een 30 jaar oude herinnering, zonder aanvullende sporen. De advocaat van de vader probeert de vrouw als labiele wraakzuchtige dochter te presenteren en in het kruisverhoor te breken, maar ze geen ondanks haar geestelijke labiliteit geen krimp. Ook lukt het de advocaat niet om de geloofwaardigheid van Olivet onderuit te halen. Verder ondergraaft de vader zijn eigen positie door te proberen zijn dochter te beïnvloeden, waarop Stone met verdere sancties dreigt wegens beïnvloeding van een getuige. Hierop liggen de kaarten ineens stukken ongunstiger voor de vader en hij gaat akkoord met een deal en bekent de moord. |                         |                          |                                          |                   | |
| 8. | Out of Control          | John Whitesell           | David Black Robert Nathan                | 12 november 1991  | Noëlle Parker - Andrea Fermi Cynthia Harris - mrs. Gifford Isaiah Washington - Derek Hardy Nestor Carbonell - Stuart Carradine                                                                  |
| Een jonge studente beweerd dat zij verkracht is op een halloweenfeest op de universiteit, door meerdere verenigingsleden. Logan en Cerreta hebben het moeilijk om de verkrachting te bewijzen, omdat zij ook dronken was en zij vlak voor het feest nog seks heeft gehad. Het blijkt dat haar ex-vriendje regelde dat ze met het hele studentenhuis seks zou hebben. De jongens beweren dat het vrijwillig was, maar het meisje zegt dat het verhaal over seks met het hele studentenhuis niet serieus gemeend was. Uiteindelijk worden de jongens vrijgesproken en biedt Stone het slachtoffer zijn excuses aan voor het falen van het systeem. |                         |                          |                                          |                   | |
| 9. | Renunciation            | Gwen Arner               | Michael S. Chernuchin Joe Morgenstern    | 19 november 1991  | Ashley Crow - Jenna Kealey David Seaman - Roy Pack jr. Dan Desmond - Roy Pack sr. Cheryl Giannini - Janis Rydell Bernie McInerney - rechter Michael Callahan                                    |
| Wanneer een gokverslaafde man gedood wordt bij het oversteken door een auto, ontdekken Logan en Cerreta dat dit een moord was. Als zij de vrouw, een lerares, van de man onderzoeken dan komen zij tot ontdekking dat de vrouw een affaire had met een student van haar. De student meende dat ze samen zouden kunnen zijn als haar man dood was, en reed hem fataal met zijn moeders auto aan. Uiteindelijk blijkt dat de vrouw de student heeft overgehaald om haar man te vermoorden om hem ervoor te laten opdraaien; ze was haar gokverslaafde echtgenoot zat en kon zo bovendien geld van een levensverzekeringspolis opstrijken. Ze wordt in de rechtszaal, waar ze het proces tegen de student bijwoont, gearresteerd. |                         |                          |                                          |                   | |
| 10. | Heaven                  | Ed Sherin                | Robert Palm                              | 26 november 1991  | Robert Hogan - Patrick Monahan Mateo Gomez - Daniel Esperanza Miguel Sierra - Guillermo Ruiz Jose Perez - Robert Diaz Luis Guzman - Cesar Pescador                                              |
| Bij een brand in een sociëteit waar veel illegale Latijns-Amerikaanse immigranten komen, zijn er drieënvijftig doden te betreuren. Logan en Cerreta komen tot de ontdekking dat er brandstichting in het spel is en het onderzoek leidt tot illegale immigranten en het illegale verkoop van verblijfsvergunningen. Ook komen zij tot ontdekking dat er mensen bij betrokken zijn met hoge functies in het gemeentebestuur. Een hoge ambtenaar verstrekte tegen betaling de nodige papieren aan een Cubaanse gangster die hier nep-verblijfsvergunning van maakte en verkocht. De brandstichting was bedoeld om de Latijns-Amerikaanse gemeenschap, die begon te morren over de gangsterpraktijken, te intimideren. Uiteindelijk worden de ambtenaar en de gangster vervolgd, en in de rechtszaal wordt een trieste lijst met 52 slachtoffers voorgelezen. |                         |                          |                                          |                   | |
| 11. | His Hour Upon the Stage | Steve Cohen              | Robert Nathan Giles Blunt                | 10 december 1991  | Finn Carter - Leslie Hart Frank Converse - Gary Wallace John Cunningham - Cobb Alberta Watson - mrs. Hanley David Cryer - rechter Rowan                                                         |
| Wanneer een bevroren lichaam wordt gevonden, gaan Logan en Cerreta op onderzoek uit. Zij ontdekken dat het lichaam een theaterproducent was, die vijf jaar geleden als vermist is opgegeven. Stone vermoedt dat een investeerder en een actrice er bij betrokken waren, maar hij heeft moeite met het vinden van het motief. Uiteindelijk blijkt drugsgerelateerd geld in de productie te zijn gestoken, en dat de investeerder en de actrice een relatie hadden terwijl de actrice de vriendin was van de producent. Deze dreigde uit de school te klappen over het drugsgeld wat ze niet konden accepteren. Beide verdachten worden veroordeeld. |                         |                          |                                          |                   | |
| 12. | Star Struck             | Ed Sherin                | David Black Alan Gelb                    | 7 januari 1992    | Blanche Baker - Lucy Neven Stephen Joyce - Jack Gaffney Bradley White - Jesse Unger Werner Klemperer - William Unger Jordan Charney - dr. Mandell                                               |
| Een fan met een obsessie naar een soapactrice valt deze actrice aan. Als hij gearresteerd en aangeklaagd wordt voor poging tot moord, verklaart hij dat hij ontoerekeningsvatbaar was op het moment van deze daad. Tijdens de rechtszaak verklaart hij ook ineens dat hij stemmen in zijn hoofd hoorde, die hem opdroegen dit te doen, iets wat Stone niet kan accepteren. Als hij ontoerekeningsvatbaar wordt verklaard eindigt hij immers in een kliniek waar hij na niet al te lange tijd uitkomt. Stone ondervraagt hem en vraagt hem wat hij zou doen als hij vrijkwam. Het antwoord is simpel: hij zou direct weer achter de actrice aangaan. De jury verklaart de verdachte schuldig en legt hem een lange gevangenisstraf op wat Stone met een naar gevoel achterlaat: de man had behandeling nodig en hij stuurt hem naar de gevangenis. |                         |                          |                                          |                   | |
| 13. | Severance               | James Frawley            | Michael Duggan William N. Fordes         | 14 januari 1992   | George Grizzard - Arthur Gold Maureen Anderman - Sharon Styger Sam Groom - Larry Teasdale Steve Rankin - Frank Kemp                                                                             |
| Stone ontmoet een oude bekende in een rechtszaak, een advocaat waar hij nog een appeltje mee te schillen heeft. Stone probeert een huurmoordenaar en de advocaat te linken aan drie moorden die werken voor een machtige man die in een gevangenis zit. |                         |                          |                                          |                   | |
| 14. | Blood Is Thicker...     | Peter Levin              | Robert Nathan Ed Zuckerman               | 4 februari 1992   | Donald Corren - Medill Nancy Marchand - Barbara Ryder John Bedford Lloyd - Jonathan Ryder Joel Polis - dr. Joel Friedman                                                                        |
| Een ogenschijnlijk gewone beroving eindigt in de dood van een rijke vrouw. Logan en Cerreta gaan op onderzoek uit en ontdekken dat de vrouw een affaire had met een andere man. De rechercheurs denken dat de echtgenoot verantwoordelijk is voor haar dood, hij stond namelijk onder grote druk van zijn moeder die de vrouw nooit als schoondochter accepteerde, en al helemaal niet nu ze was vreemdgegaan. De man van de affaire, de eveneens getrouwde Dr. Friedman, weigert te getuigen. Stone brengt de echtgenoot voor de rechtbank en de hele zaak hangt ineens af op een zilveren broche dat de slachtoffer op zich had ten tijde van de moord en nu weer in bezit is van de echtgenoot. Het probleem is namelijk dat er vier vrijwel identieke broches zijn. Friedman weet echter aan de hand van geëtste initialen de juiste broche aan te wijzen, en de echtgenoot en moeder worden veroordeeld. Friedman betaalt voor zijn getuigenis met zijn huwelijk, de echtscheidingsadvocaat van zijn vrouw eist bij het OM alle verklaringen om deze in de scheidingszaak te gebruiken. |                         |                          |                                          |                   | |
| 15. | Trust                   | Daniel Sackheim          | Michael Duggan René Balcer               | 11 februari 1992  | Christine Farrell - Arlene Shrier Lizbeth Mackay - Pamela Maser Tom Mason - Ian Maser Michael Constantine - Dan Banett Ben Hammer - rechter Frank Markman                                       |
| Wanneer een tiener bekent dat hij een klasgenoot heeft neergeschoten wordt hij voor het gerecht gebracht. Volgens de tiener was het een ongeluk, een 'spelletje' dat verkeerd was gegaan. Logan en Cerreta ontdekken dat de dader in het verleden hetzelfde 'spelletje' gespeeld heeft, eveneens met dodelijke afloop, maar deze zaak kunnen zij niet gebruiken omdat het dossier over deze zaak verzegeld is. Het is aan Stone om hem toch proberen te berechten zonder gebruik te maken van de eerdere schietpartij. Dit mislukt echter en de tiener wordt vrijgesproken. De politie probeert nu de verzegelde zaak te heropenen, temeer daar blijkt dat de jongen geestelijk labiel is doordat hij door zijn vader is mishandeld en met wapens in contact is gebracht. Zeer waarschijnlijk zou hij, als hij de kans kreeg, zonder aarzelen het 'spelletje' weer willen spelen. De getuigenis van de moeder zorgt voor een doorbraak ondanks het feit dat ze hier financieel zwaar voor moet boeten en haar eigen zoon naar het tuchthuis en daarna de gevangenis stuurt; alles is beter dan dat hij bij zijn vader met diens mishandeling en voorliefde voor wapens blijft. |                         |                          |                                          |                   | |
| 16. | Vengeance               | Daniel Sackheim          | Peter S. Greenberg Michael S. Chernuchin | 18 februari 1992  | Barbara Barrie - mrs. Bream Gerald Gordon - mr. Bream Allen Garfield - Carl Berg Rutanya Alda - Sara Cheney James Rebhorn - Albert Lawrence Cheney                                              |
| Wanneer de moordenaar van een vrouw wordt opgepakt, proberen de ouders van deze vrouw de moordenaar naar hun staat Connecticut te halen om hem daar te laten berechten, dit omdat hun staat de doodstraf kent. Stone probeert in alle macht om de zaak in New York te houden. Het lijkt mis te lopen door slimme manoeuvres van de advocaat, maar dan bekent de echtgenote van de verdachte dat ze het bloed uit zijn kleren had gewassen en hem een alibi had gegeven. De verdachte wordt een levenslange gevangenisstraf opgelegd. |                         |                          |                                          |                   | |
| 17. | Sisters of Mercy        | Fred Gerber              | Robert Palm René Balcer                  | 3 maart 1992      | Kate Burton - zuster Bettina LaTanya Richardson - Anne Houston William H. Macy - Jack Powell Kelli Williams - Maggie Corson Judy Reyes - Maria Barragon                                         |
| Wanneer een tienermeisje verklaart dat zij misbruikt is in haar opvangtehuis, gaan Logan en Cerreta op onderzoek uit. Het meisje beschuldigt een non die haar begeleidde. Het onderzoek komt uit bij een andere dader. Het betreft de directeur van het opvangtehuis die blijkbaar meerdere bewoonsters heeft misbruikt. Nu is het aan Stone om deze directeur voor het gerecht te brengen, wat nog niet meevalt gezien zijn werk en schone verleden. Bovendien is verkrachting moeilijk aan te tonen omdat ze toestemde en de minimumleeftijd hiervoor had bereikt. Stone voert echter aan dat er wel degelijk sprake van dwang was doordat de directeur dreigde haar het tehuis uit te zetten - terug naar de straat zou een wisse dood hebben betekend. Stone weet tegen alle verwachtingen in de zaak te winnen en de directeur veroordeeld te krijgen, maar hij bereidt zich al voor op het hoger beroep... |                         |                          |                                          |                   | |
| 18. | Cradle to Grave         | James Frawley            | Robert Nathan Sally Nemeth               | 31 maart 1992     | Tony Lo Bianco - Marc Menaker Victor Argo - Jose Tirado Bill Cwikowski - Hampton Karen Lynn Gorney - Iris Corman Richard Bright - Albert Boxer Doris Belack - rechter Margaret Barry            |
| Er wordt een dode baby gevonden in de wachtkamer van een ziekenhuis, zij blijkt doodgevroren te zijn. Logan en Cerreta gaan op onderzoek uit en komen bij een huurbaas die bewust de verwarming uitzet in de winter om de huurders weg te pesten om het onroerend goed uit te kunnen ponden. Hierdoor vroor de baby dood. Stone wil nu de huurbaas aanklagen voor moord op de baby, hij komt er al snel achter dat dit nog een moeilijke zaak wordt. Hoewel ze de huisbazin en haar agressieve vriend veroordeeld weten te krijgen, dreigt een taalfout in een getuigenverklaring roet in het eten te gooien. |                         |                          |                                          |                   | |
| 19. | The Fertile Fields      | Ed Sherin                | Michael S. Chernuchin René Balcer        | 7 april 1992      | David Spielberg - Isaac Shore Tom Mardirosian - Joe Tashjian Daryl Mitchell - Reginald Beggs Jerry Stiller - Michael Tobis David Lipman - rechter Moodie                                        |
| Wanneer een Joodse juwelier wordt vermoord en in brand wordt gestoken, lijkt dit een haatmisdrijf. Logan en Cerreta gaan op onderzoek uit en verdenken een groep Afro-Amerikaanse jongeren. Dit wekt de woede van de Afro-Amerikaanse gemeenschap. Wanneer bovendien de jongens blijken slechts het lijk in brand te hebben gestoken en de moord niet op hun geweten hebben, worden ze vrijgelaten tot grote woede van de Joodse gemeenschap. Later blijkt dat de broer en zakenpartner van de vermoorde man er meer van te weten en wordt verdacht van duistere zaakjes vanuit de zaak; hij had meegewerkt aan witwaspraktijken van een gangster. Toen het slachtoffer erachter kwam en er een einde aan wilde maken vermoordde de gangster hem eigenhandig terwijl de broer toekeek. Omdat de broer echter tegen zijn familie, de politie en het OM heeft gelogen en bijna 3 onschuldige jongens in de gevangenis heeft doen belanden, heeft hij zijn geloofwaardigheid bij de jury verspeeld en het proces tegen de gangster eindigt in een vrijspraak terwijl de broer weet dat hij het voor altijd bij zijn familie verbruid heeft. In een laatste poging zijn gezicht te redden schiet hij de gangster na afloop zelf met een meegesmokkeld wapen dood. |                         |                          |                                          |                   | |
| 20. | Intolerance             | Steven Robman            | Robert Nathan Sally Nemeth               | 14 april 1992     | Kelly Bishop - Marian Borland Pat McNamara - Ron Borland Allelon Ruggiero - Carl Borland Sam Rockwell - Randy Borland Stephen Pearlman - Leonard Willis David Lipman - rechter Morris Torledsky |
| Wanneer een Chinees-Amerikaans student wordt vermoord, gaan Logan en Cerreta op onderzoek uit. Het onderzoek komt bij een racistische moeder en broer uit van Carl Borland, een jongen die samen met de vermoorde jongen in de race was voor een beurs. Moeder en broer Borland vinden dat Chinese Amerikanen geen 'echte' Amerikanen zijn en dat Carl als 'echte Amerikaan' de beurs had moeten krijgen. De zaak is niet sterk maar dan komt de vriendin van het slachtoffer met een belastende verklaring waardoor moeder en zoon veroordeeld worden. Althans voor drie dagen, want de verklaring blijkt vals en door het meisje verzonnen. |                         |                          |                                          |                   | |
| 21. | Silence                 | Ed Sherin                | René Balcer Michael Duggan               | 28 april 1992     | George N. Martin - Edward Vogel James Sutorius - Peter Colson Reed Birney - Malcolm Barclay Jimmie Ray Weeks - George Harris Fred J. Scollay - rechter Andrew Barsky                            |
| Wanneer een raadslid dood wordt gevonden, worden Logan en Cerreta op de zaak gezet. Het onderzoek wijst uit dat hij afgeperst werd vanwege het feit dat hij homoseksueel was en dit geheim hield. Stone wil de afperser voor het gerecht brengen, maar wordt tegengewerkt door de machtige vader van de raadslid, omdat deze niet wil dat de waarheid over zijn zoon naar buiten komt. De vader blijkt zelfs de chanteurs te hebben betaald terwijl de zoon hierop tegen was - het was zijn leven en hij wilde uit de kast komen en niet langer chantabel zijn. De zoon had zelfs de chanteurs opgebeld en gedreigd met de politie, waarop ze in paniek raakten en hem doodden. Deze aflevering is gebaseerd op het Angola-schandaal, waarin vanuit de gevangenis homoseksuelen werden afgeperst. |                         |                          |                                          |                   | |
| 22. | The Working Stiff       | Daniel Sackheim          | William N. Fordes Robert Palm            | 14 mei 1992       | George DiCenzo - Eddie Palmieri Eli Wallach - Simon Vilanis William Prince - Dwight Corcoran Victor Slezak - William Cousins Richard Backus - Hamilton Burns jr.                                |
| Wanneer McFadden, een topman van Wall Street wordt vermoord, gaan Logan en Cerreta op onderzoek uit. Het onderzoek leidt naar Simon Vilanis, een vakbondslid die McFadden haatte. Zijn private equity-maatschappij had een agressieve overname gepleegd en alle werknemers op straat gezet, waarbij ze ook hun huis en verzekering verloren. Vilanis wijst de politie erop dat de overname niet koosjer was: McFadden had samen met een bankdirecteur en een vakbondsleider samengezworen om de overnamevoorwaarden gunstiger te maken. Dit leidde echter tot een onderzoek tegen McFadden waarop de bankdirecteur de vakbondsleider betaalde om McFadden te laten doden voor hij het smerige zaakje kon verklappen en anderen in zijn val zou meeslepen. De huurmoordenaar stal en gebruikte Vilanis' pistool om hem te belasten; Vilanis had immers motief, een grote mond en was toch al stervende aan longkanker - de ideale zondebok. |                         |                          |                                          |                   | |